# IC 821
IC 821 ist eine Balken-Spiralgalaxie vom Hubble-Typ SBbc im Sternbild Haar der Berenike am Nordsternhimmel. Sie ist schätzungsweise 301 Millionen Lichtjahre von der Milchstraße entfernt und hat einen Durchmesser von etwa 100.000 Lichtjahren.

Im selben Himmelsareal befinden sich u. a. die Galaxien IC 818, IC 820, IC 822.
Das Objekt wurde am 18. März 1892 vom österreichischen Astronomen Rudolf Spitaler entdeckt.